# John Michael Wright

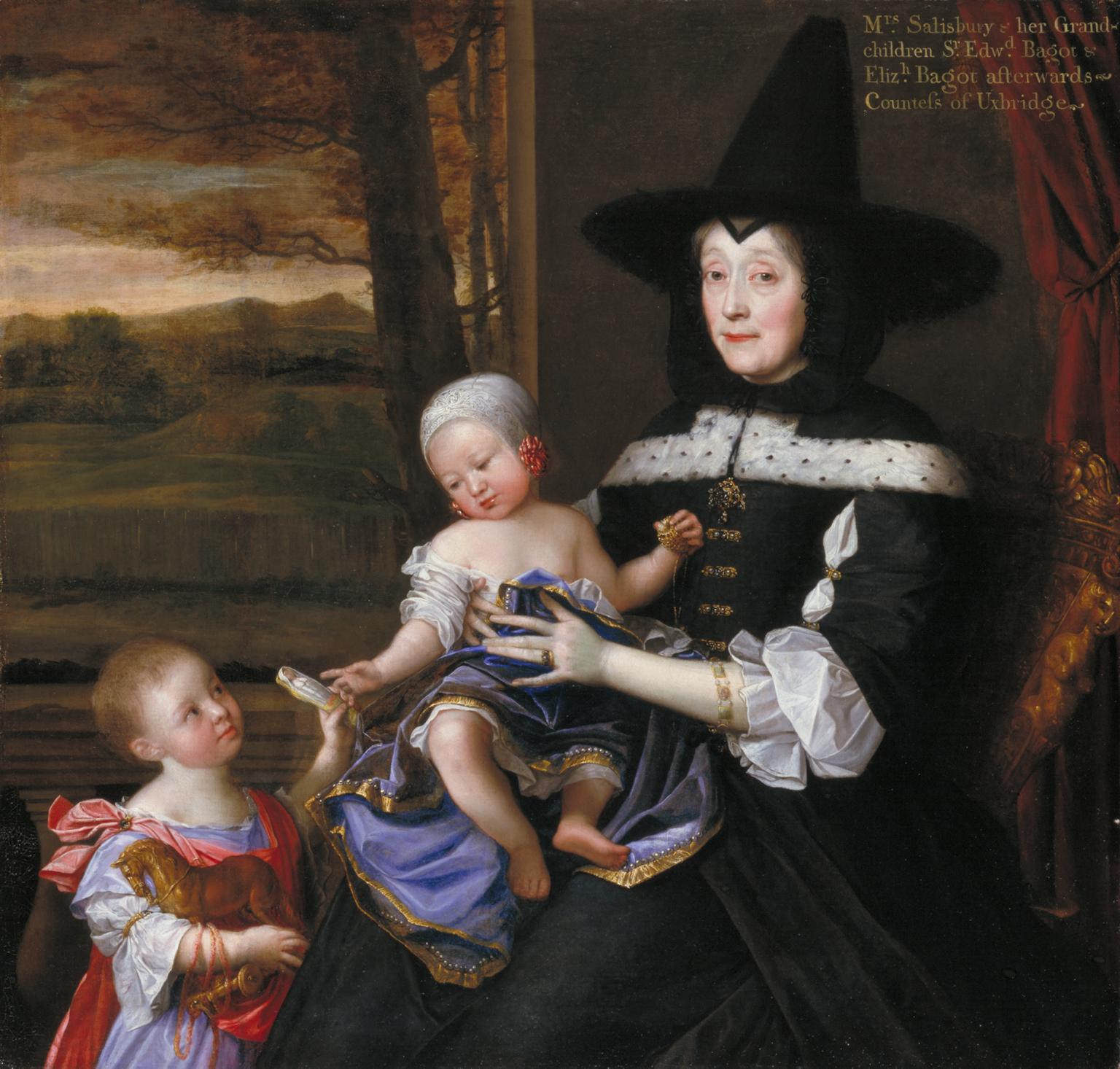
La señora Salesbury con sus nietos (h. 1676), colección Tate

John Michael Wright (mayo de 1617 – julio de 1694) fue un pintor de retratos británico de la época barroca. Wright se formó en Edimburgo con el pintor escocés George Jamesone, y adquirió una reputación considerable como artista y estudioso durante una larga estancia en Roma. Allí fue admitido en la Accademia di San Luca, y se relacionó con algunos de los más destacados artistas de su generación. Fue contratado por el archiduque Leopoldo Guillermo de Austria, gobernador de los Países Bajos españoles, para adquirir obras de arte en la Inglaterra de Oliver Cromwell en 1655. Se estableció de forma permanente en Inglaterra desde 1656, y sirvió como pintor de corte antes y después de la Restauración inglesa. Converso al catolicismo, fue un favorito de la corte de los Estuardo restaurados, un cliente tanto de Carlos II como de Jacobo II, y fue testigo de muchas de las maniobras políticas de la época. En los años finales de la monarquía Estuardo regresó a Roma como parte de la embajada ante el papa Inocencio XI.
Wright está considerado normalmente como uno de los más destacados pintores originarios de Inglaterra de su generación y ampliamente por el distintivo realismo de sus retratos. Quizá debido a la naturaleza inusualmente cosmopolita de su experiencia, se vio favorecido por mecenas en el nivel social más alto en una época en la que se solía preferir a los artistas extranjeros. Los cuadros que hizo Wright de la realeza y la aristocracia se incluyen en las colecciones de muchas galerías destacadas de la actualidad. 

## Trayectoria

### Infancia y conexión escocesa

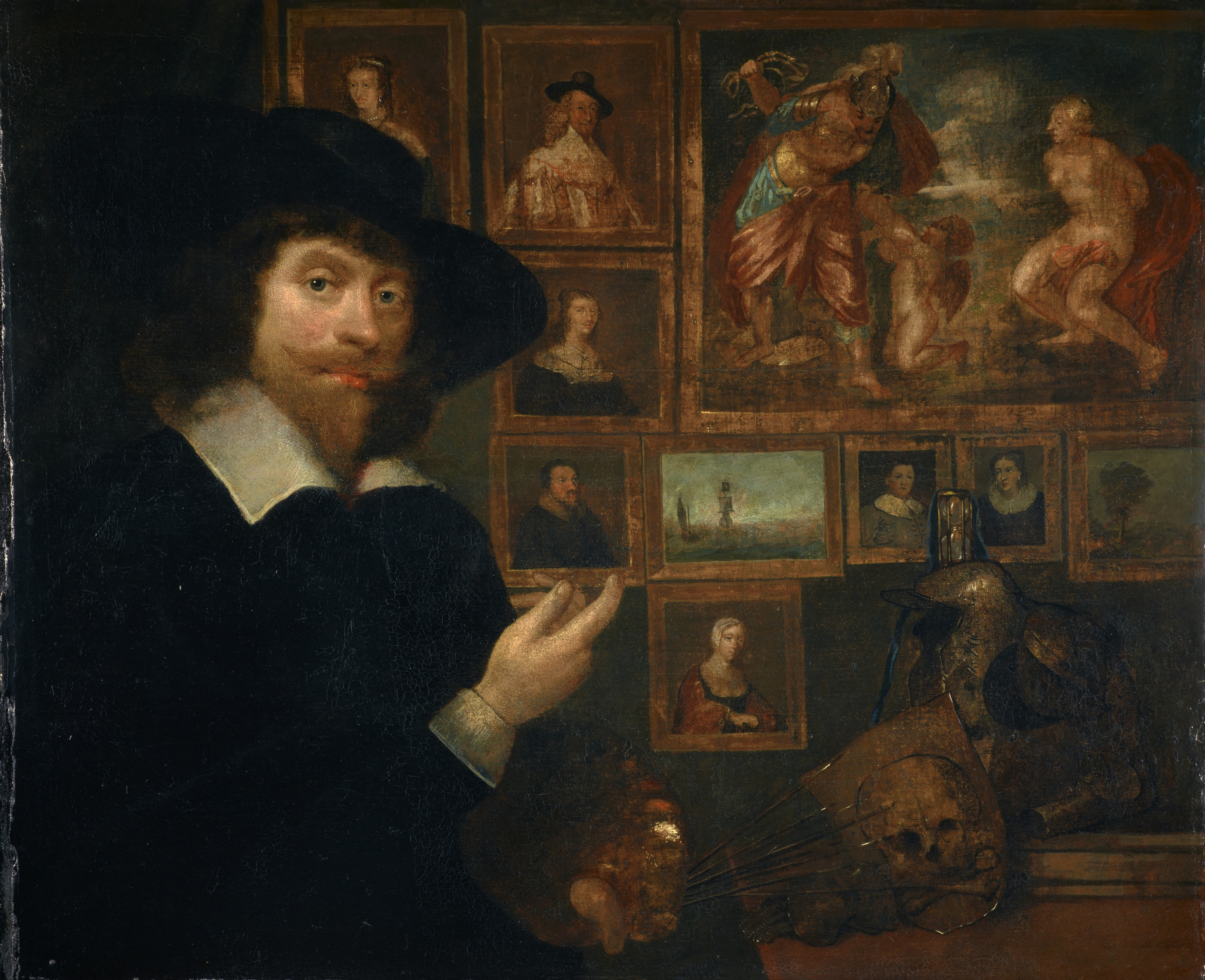
Autorretrato de George Jamesone (1590–1644) (c.1642), Galerías Nacionales de Escocia

John Michael Wright, quien en el apogeo de su carrera firmaría indistintamente como «Anglus» o «Escoto»,  es de origen incierto. El cronista John Evelyn lo llamó escocés, un epíteto repetido por Horace Walpole y tentativamente aceptado por su biógrafo posterior, Verne. Sin embargo, cuando documentó en 1700, el anticuario inglés Thomas Hearne afirmó que Wright nació en Shoe Lane, Londres y, después de una conversión adolescente al catolicismo, fue llevado a Escocia por un sacerdote. Un nacimiento en Londres ciertamente parece respaldado por un registro de bautismo, fechado el 25 de mayo de 1617, de un «Mighell Wryghtt», hijo de James Wright, descrito como sastre y ciudadano de Londres,  en la iglesia de Santa Bride, Fleet Street, Londres.
Lo que se sabe es que el 6 de abril de 1636 Wright, de 19 años, fue aprendiz de George Jamesone, un retratista de Edimburgo de cierta reputación. El Registro de Aprendices de Edimburgo lo registra como «Michaell, hijo de James W (derecha), sastre, ciudadano de Londres».  Las razones de esta mudanza a Escocia no están claras, pero pueden tener que ver con conexiones familiares (sus padres pueden haber sido escoceses de Londres) o el advenimiento de la peste en Londres. Durante su aprendizaje, es probable que Wright se haya alojado en el edificio de apartamentos de High Street cerca de Netherbow Gate que servía como lugar de trabajo de Jameson. El aprendiz fue contratado por cinco años, pero puede haber sido reducido por el encarcelamiento de Jameson a finales de 1639. No existen registros de ningún trabajo independiente de Wright de este período (su pintura más antigua conocida es un pequeño retrato de Robert Bruce, primer conde de Ailesbury, pintado a principios de la década de 1640 durante su estancia en Roma)
También es posible que Wright conociera a su esposa durante su residencia en Escocia. No se sabe nada de ella, excepto por una declaración de treinta años después que la describe como «pariente de las familias más nobles y distinguidas de Escocia». Si esto es exacto, puede explicar cómo Wright fue capaz de encontrar mecenazgo. Todo lo que se sabe con certeza es que Wright tuvo al menos un hijo con ella,  Thomas.

### Roma y Holanda

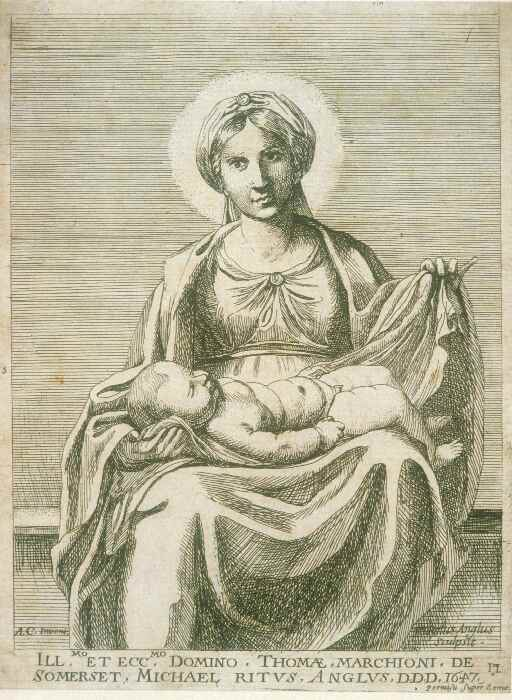
La Virgen y el Niño (1647) según Annibale Carracci. La primera obra escocesa conocida de Wright, dedicada al marqués de Somerfield. Colección Hunterian

Hay evidencia que sugiere que Wright fue a Francia después de su etapa de formación, sin embargo, su destino final fue Italia. Es posible que llegara a Roma ya en 1642 en el séquito de James Alban Gibbes (un erudito de ascendencia inglesa), pero ciertamente residió allí desde 1647. Aunque los detalles de su tiempo allí son vagos, sus habilidades y reputación aumentaron, tanto es así que en 1648 se había convertido en miembro de la prestigiosa Academia de San Lucas (donde está registrado como «Michele Rita, pittore inglese»). En ese momento, la Academia incluía a una serie de pintores italianos establecidos, así como extranjeros ilustres, incluidos el francés Nicolas Poussin y el español Diego Velázquez. El 10 de febrero de ese año fue elegido miembro de la Academia Pontificia del Panteón, un organismo caritativo que promovía la fe católica a través del arte, que albergaba una exposición anual en el Panteón.
Wright pasaría más de diez años en Roma. Durante ese tiempo se convirtió en un lingüista consumado, así como en un connaisseur del arte establecido. También se volvió lo suficientemente próspero como para acumular una colección sustancial de libros, grabados, pinturas, gemas y medallas, incluidas obras atribuidas a Mantegna, Miguel Ángel, Rafael, Tiziano y Correggio. Adquirió unas cuarenta pinturas, tal vez tanto a través del comercio como del coleccionismo. Richard Symonds, pintor aficionado y realista, catalogó la colección de Wright a principios de la década de 1650 (y lo designó como «Escoto»).

### Anticuario de Leopoldo de Austria
En 1654, después de una década en Roma, Wright viajó a Bruselas donde sus habilidades fueron reconocidas por el Archiduque Leopoldo Guillermo de Austria, entonces gobernador de los Países Bajos españoles.  Leopoldo lo contrató no como artista, sino como asesor en antigüedades. Como hermano menor del emperador Fernando III y primo de Felipe IV de España, el archiduque tenía los medios para acumular una gran colección de pinturas y antigüedades. Además, en la primavera de 1655, el Archiduque disfrutaba de un período de relaciones cordiales con Oliver Cromwell, entonces Lord Protector de Inglaterra. (de hecho, los dos habían estado intercambiando caballos como regalo, y Leopoldo le había proporcionado a Cromwell tapices selectos y otros artefactos para la remodelación del Palacio de Whitehall. Cromwell también recibió una embajada de los Habsburgo felicitándolo por su nuevo cargo.) Desde la ejecución de Carlos I en 1649, Leopoldo había estado comprando obras de arte de las colecciones reales y de varios aristócratas,  y, en este contexto, encargó a Wright que viajara a Londres y adquiriera más especímenes. Se le expidió un pasaporte como «Juan Miguel Rita, pintor inglés, qua va a Inglaterra a procurar pinturas, medalas, antigüedades, y otras costa señaladas, que le hemosencargado (sic)...»  para permitirle viajar a Inglaterra. El pasaporte está fechado el 22 de mayo de 1655 y firmado por el Archiduque en Bruselas, lo que indica que Wright había dejado Italia para Flandes en ese momento. (La adición del nombre del santo, Juan, probablemente marca su conversión al catolicismo en algún momento anterior).

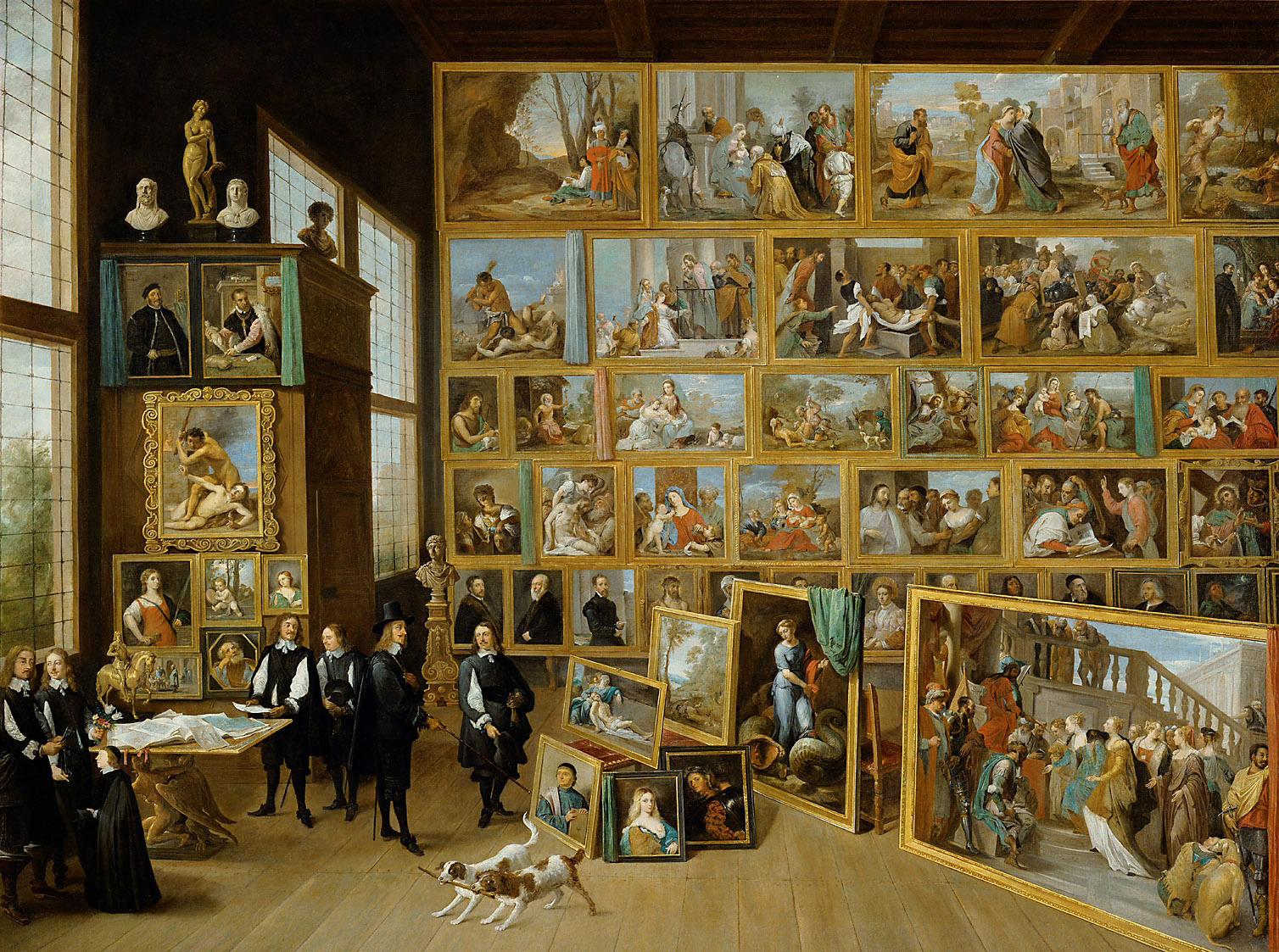
Galería del archiduque Leopoldo en Bruselas, para la cuál Wright pintaba (pintura de David Teniers el Joven c. 1650)

Como alguien en una misión oficial, Wright probablemente habría ofrecido saludos al embajador extraordinario de Leopoldo en Londres, el Marqués de Lede, y a Alonso de Cárdenas, el embajador habitual de Habsburgo, quien también había estado comprometido desde 1649 en la adquisición de arte para el monarca español. La falta de registros significa que el momento y la duración de esta visita siguen siendo inciertos. Sin embargo, De Lede se fue a fines de junio, y de Cárdenas unas semanas más tarde, cuando las relaciones entre Cromwell y los Habsburgo se deterioraron, Wright probablemente regresó a Flandes, con cualquier adquisición que hubiera hecho, justo a tiempo para enterarse de la inminente situación de la salida del Archiduque con su enorme colección de arte  de Bruselas en el otoño de 1655.
Sin embargo, después del traslado de su jefe a Viena, Wright volvió a visitar Londres. El 9 de abril de 1656 pasó por Dover, y el registro de visitantes indica:

Michael Wright Englishman landed at Dover the 9th present out of the Pacquet boat from Dunkerque and came to London on the 12th and lodgeth at the house of Mrs Johnston in Weldstreet in the parish of Gyles in the fields in Middlesex and saith that having exercised the Art of Picture drawing in France & Italy & other parts the greatest part of his life, he intendeth shortly to returne to Italy where he left his family.

(en español) El inglés Michael Wright arribó a Dover el noveno presente del barco Pacquet desde Dunkerque y llegó a Londres el día 12 y se alojó en la casa de la Sra. Johnston en Weldstreet en la parroquia de Gyles en los campos de Middlesex y dice que habiendo ejercido el Arte de dibujo de imágenes en Francia, Italia y otras partes la mayor parte de su vida, pronto planea regresar a Italia, donde dejó a su familia.

Quizás con tacto, el registro comenta el empleo de Wright en Flandes, (eufemísticamente referido como "otras partes") ya que Inglaterra y los Habsburgo estaban en ese momento en guerra abierta, y no menciona su pertenencia a la Academia de San Luca, que lo habría identificado a él como católico.

### Inglaterra

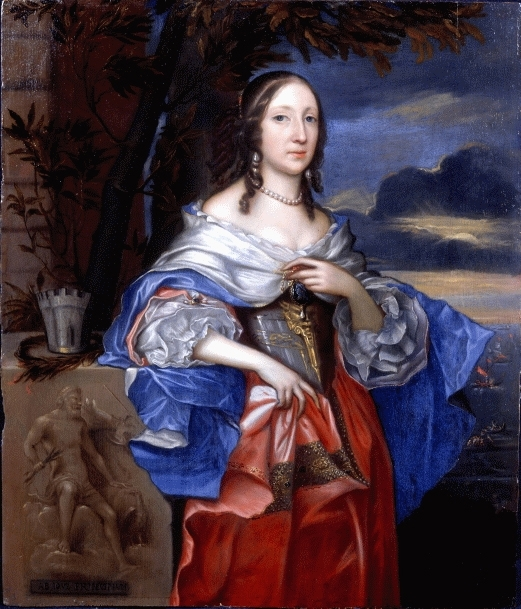
Elizabeth Claypole (1658), National Portrait Gallery

Cualesquiera que fueran sus intenciones, Wright no regresó a Italia, sino que su familia se unió a él en Inglaterra poco después. A pesar de su catolicismo y el fuerte protestantismo del Protectorado (1653-1659), Wright parece haber podido encontrar trabajos prestigiosos. De hecho, Waterhouse habla de él participando en «el adulador más deliberado y descarado de Cromwell»  en su pintura de 1658 de un pequeño retrato póstumo de Elizabeth Claypole, la hija de Oliver Cromwell (ahora en la National Portrait Gallery). Este es un retrato alegórico que representa a Elizabeth como Minerva, apoyada en un relieve tallado que representa a la diosa que brota de la cabeza de Jove con el lema «Ab Jove Principium», una alusión al propio Cromwell, cuyo retrato camafeo sostiene.  Aparentemente, también estaba dispuesto a trabajar en el otro lado de la división política: en 1659 pintó al coronel John Russell, que participó en la conspiración «Sealed Knot» para restaurar a Carlos II al trono.  Ese retrato en particular es considerado por al menos un crítico como la «obra maestra» de Wright.

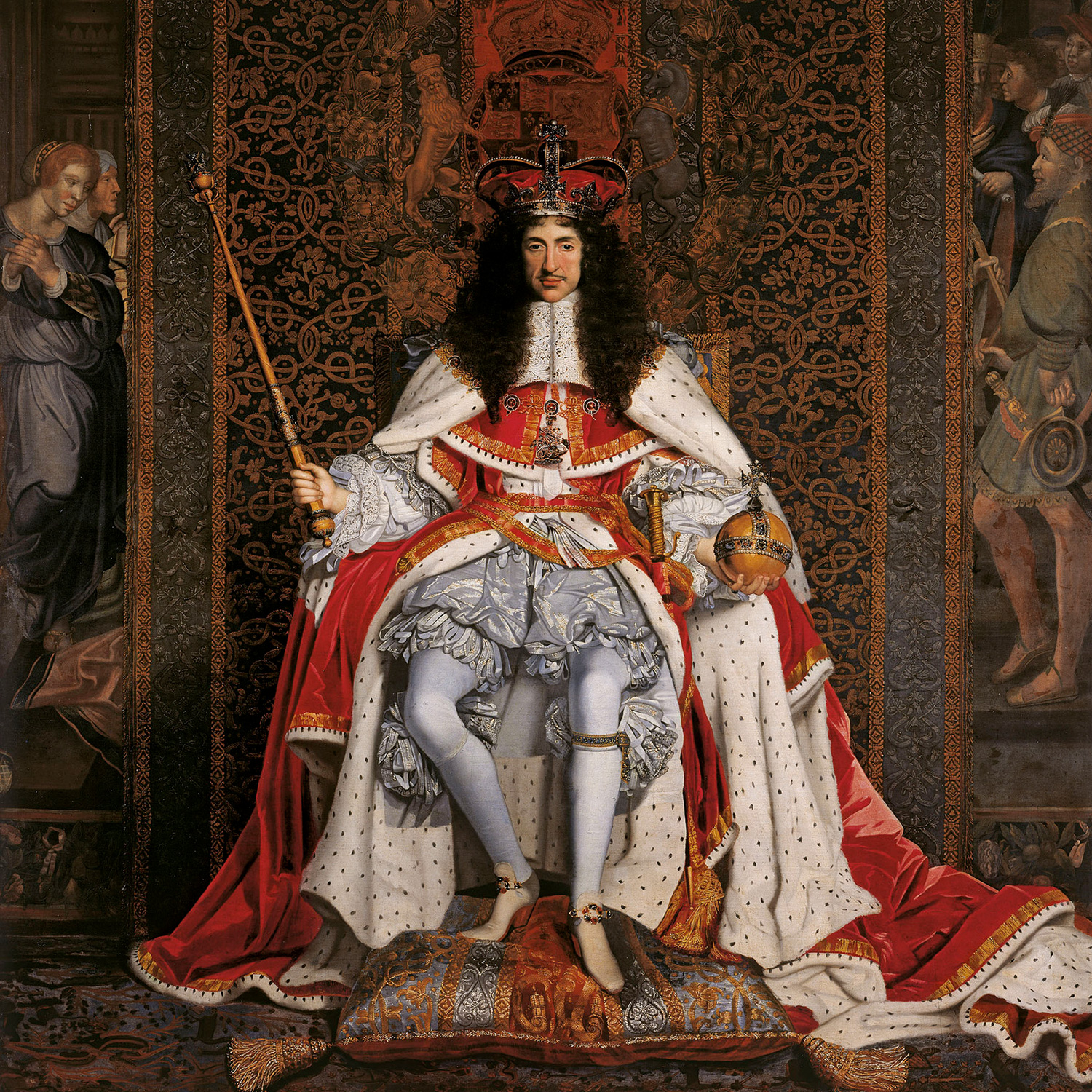
El retrato de Wright del rey Carlos II, en la Colección Real

Después de la restauración de Carlos II en 1660, el catolicismo de Wright se convirtió en una desventaja menor, debido a la preferencia del rey por la tolerancia religiosa. Como nunca fue un buen hombre de negocios, Wright tuvo algunas dificultades financieras y el rey Carlos le concedió el privilegio de deshacerse de su colección de Old Masters mediante una lotería. El propio rey adquirió 14 de las pinturas.  A principios de la década de 1660 Wright había establecido un exitoso estudio en Londres, y el cronista John Evelyn lo describió como «el famoso pintor Mr Write». Más tarde la Gran Plaga de Londres (1665) expulsó a Wright al campo, donde pintó al menos a tres miembros de la familia católica de Arundell de Wardour.
Al año siguiente, el Gran Incendio de Londres (1666) lo beneficiaría, cuando recibió uno de los primeros nuevos encargos artísticos de la City de Londres para pintar veintidós retratos de cuerpo entero de los llamados ' Jueces de Bomberos (aquellos designados para evaluar las disputas de propiedad que surgen del incendio). Estas pinturas, terminadas en 1670, colgaron en el Guildhall de Londres hasta que fue bombardeada durante la Segunda Guerra Mundial, y a 2021 solamente dos (los de Sir Matthew Hale y Sir Hugh Wyndham) permanecen en la galería de arte, el resto ha sido destruido o dispersado.

### Patronazgo real

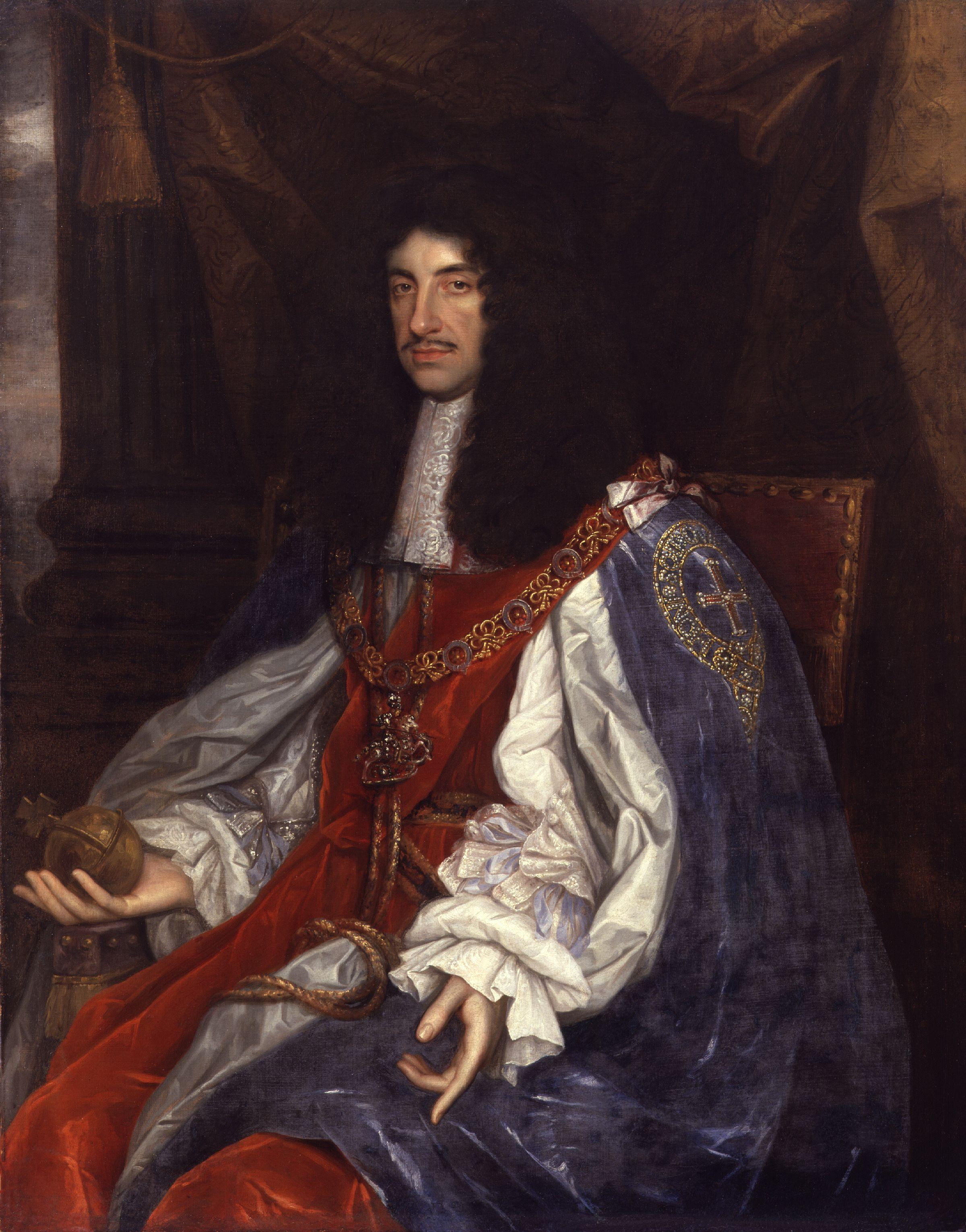
Rey Carlos II

Carlos II, quien promovió a varios católicos en la corte, otorgó a Wright una medida de patrocinio artístico real. En 1661, poco después de la coronación, pintó un retrato formalizado del monarca, sentado frente a un tapiz que representaba el Juicio de Salomón, vistiendo la Corona de San Eduardo, la túnica de la Jarretera y portando el orbe y el cetro. Wright también recibió el encargo de pintar un techo alegórico para el dormitorio del rey en el Palacio de Whitehall,  y en 1673 fue designado para el cargo de «cajón de cuadros en general», lo que le permitió ejercer su derecho a firmar sus cuadros como «Pictor Regis». Sin embargo no recibió el codiciado cargo de Pintor del Rey, que fue ocupado en la década de 1660 solo por Sir Peter Lely. En contraste con el realismo comprensivo de Wright y los fondos de paisajes cuidadosamente observados, Lely tenía un estilo más glamoroso, favorecido por la corte, y basado en el estilo de Van Dyck anterior a la Guerra Civil. Esto llevó al cronista Samuel Pepys a comentar, después de una visita al estudio de Lely, «de allí a los pintores de Wright: pero Señor, la diferencia que hay entre sus dos obras».
A diferencia de Lely, quien fue nombrado caballero, Wright nunca recibió un reconocimiento significativo del rey Carlos. Sin embargo, al menos un admirador pensó que se lo merecía. En 1669, Wright y el miniaturista Samuel Cooper habían conocido a Cosimo III de 'Medici, Gran Duque de Toscana. Más tarde, Cosimo visitó el estudio de Wright, donde le encargó un retrato del duque de Albemarle a Wright. El 3 de marzo de 1673, quizás algún tiempo después de que Wright hubiera pintado su retrato estatal de Carlos II (ahora en la Colección Real), una extraña carta fue enviada desde una oscura «Mairie Lady Hermistan» (evidentemente un compañero católico) a Cosimo, preguntando que interceda ante el Rey para otorgarle a Wright el título de baronet. Sin embargo, no salió nada de la solicitud.

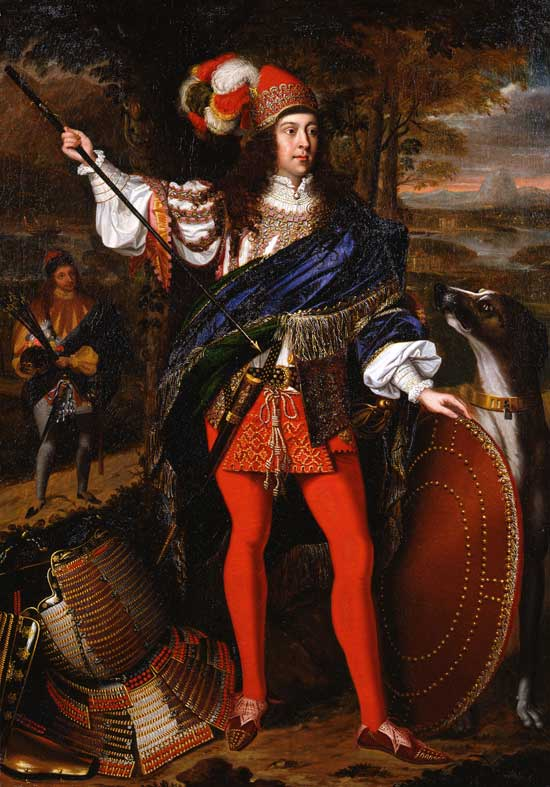
Sir Neil O'Neil (1680), Tate Collection

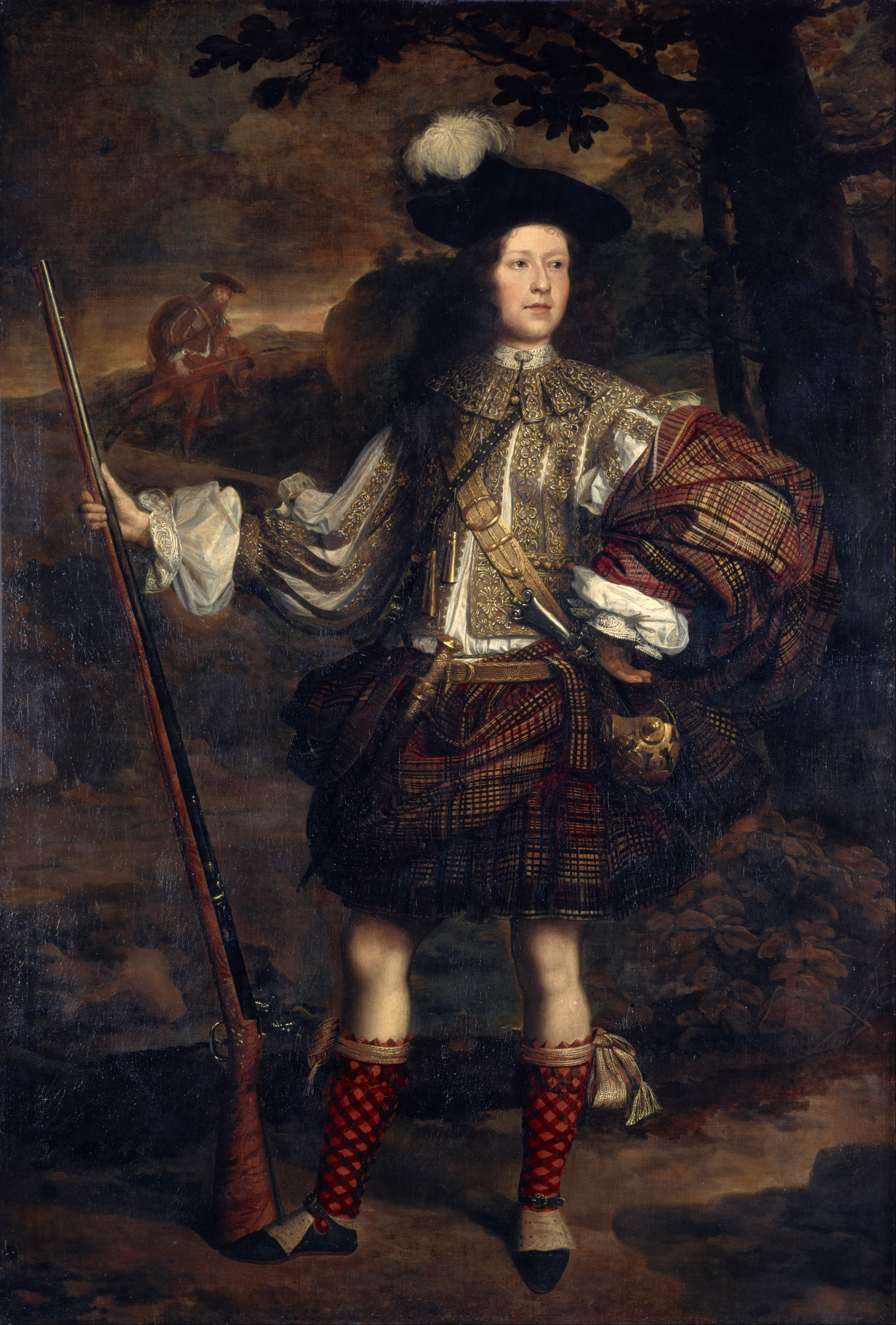
Lord Mungo Murray (c.1683), Scottish National Portrait Gallery

A medida que la antipatía hacia los católicos se intensificó en Londres desde finales de la década de 1670, Wright pasó más tiempo trabajando fuera de la corte. Pintó seis retratos familiares para Sir Walter Bagot de Blithfield en Staffordshire en 1676/7.  En 1678, se trasladó a Dublín durante varios años, quizás debido a la histeria anticatólica generada por la conspiración papista de Titus Oates. Aquí, todavía estilizándose a sí mismo «Pictor Regis», pintó Las damas Catherine y Charlotte Talbot, que se encuentra a 2021 en la Galería Nacional de Irlanda. También pintó dos retratos de cuerpo entero de caciques disfrazados, el Sir Neil O'Neill (c. 1680), en 2021 en la Colección Tate, y el Lord Mungo Murray (c.1683), ahora en el Galería Nacional Escocesa del Retrato.  Sir Neil O'Neill era un compañero católico, también exiliado en Dublín. Wright lo retrató con el traje de gala de un cacique irlandés, con una rara armadura japonesa a sus pies. El significado de esta armadura es que se cree que es un símbolo codificado de un triunfo sobre los perseguidores del catolicismo, de los cuales, en ese momento, los japoneses eran famosos.  El retrato de Mungo Murray (el quinto hijo del marqués realista de Atholl) es notable por ser considerado uno de los primeros ejemplos de tartán escocés representado en el arte.

### Embajada romana
En 1685, cuando  Jacobo II, abiertamente católico, ascendió al trono, Wright pudo regresar al servicio real. Sin embargo, de manera significativa, James no contrató a Wright como artista, sino que le dio el «puesto inútil y que consumía mucho tiempo» de administrador en una embajada diplomática.  Fue nombrado administrador de Roger Palmer, primer conde de Castlemaine, esposo de Barbara Villiers, la amante del difunto rey.  El conocimiento de Wright de Roma y del idioma italiano puede haber jugado un papel en esto, ya que Castlemaine fue enviado, en 1686, en una embajada al papa Inocencio XI para demostrar que Inglaterra podía convertirse en un jugador del lado católico en los inminentes conflictos europeos. El papel de Wright en la embajada era supervisar la producción de elaborados carruajes, disfraces y decoraciones para la procesión, que aseguró una audiencia papal en enero de 1687. También organizó un estupendo banquete para mil invitados en el Palazzo Doria Pamphilj, con esculturas de azúcar. y un gran retrato de estado de Jacobo II. Mientras estaba en Roma, Wright publicó un relato italiano ilustrado de la embajada, dedicado a la duquesa de Módena y, a su regreso, se publicó una versión en inglés en octubre de 1687, dedicada a su hija, la reina María.

### Años finales

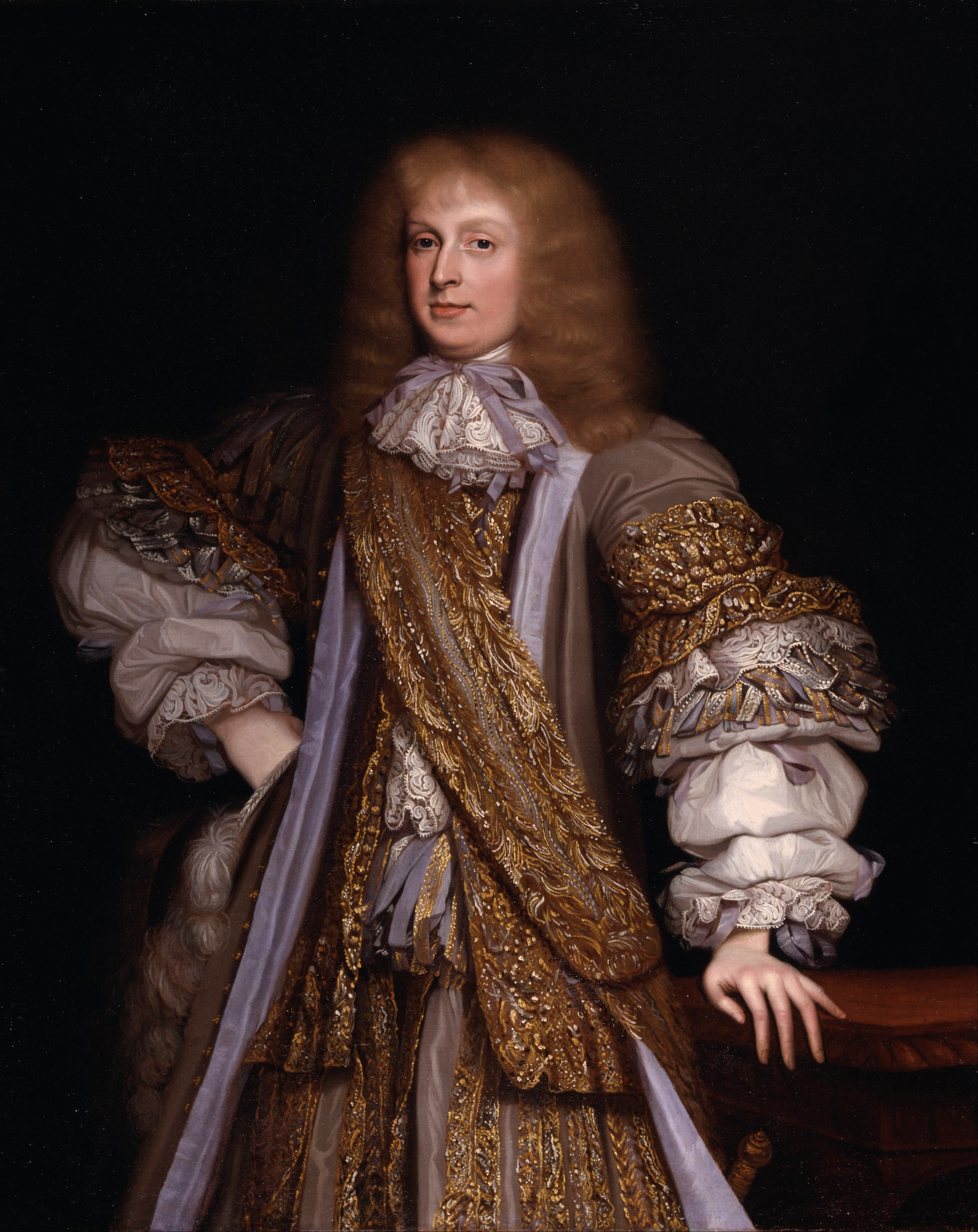
Sir John Corbet of Adderley(c.1676), Centro de Arte Británico de Yale

La carrera de Wright llegó a su fin en 1688 con la expulsión del rey Jaime II durante la Revolución Gloriosa. Parece haber aceptado el final inevitable de su favor real con el ascenso al trono del protestante Guillermo de Orange. Vivió, en relativa pobreza, durante otros seis años hasta 1694. En marzo de ese año, hizo un testamento dejando su casa en la parroquia de San Pablo a su sobrina Katherine Vaux. Su colección de dibujos, grabados y libros se la dejó a su sobrino, el pintor Michael Wright; sin embargo, un codicilo del testamento decía que los libros se venderían en nombre de su hijo Thomas, que entonces estaba en el extranjero. Los libros se subastaron el 4 de junio y el 1 de agosto de 1694, John Michael Wright fue enterrado en St Martin-in-the-Fields.

## Legado artístico
La mayoría del análisis académico del trabajo de Wright es bastante reciente. En 1982 una exposición de su trabajo: John Michael Wright - The King's Painter, en la Galería Nacional Escocesa del Retrato, despertó un renovado interés en sus contribuciones y el catálogo (editado por Sara Stevenson y Duncan Thomson) reescribió y descubrió gran parte de los detalles biográficos conocidos. Se siguen descubriendo nuevas obras y se le atribuyen otras ya conocidas. Wright es ahora visto como uno de los artistas indígenas británicos más exitosos del siglo XVII, junto con contemporáneos como Robert Walker y William Dobson. Un catálogo de exposiciones moderno lo describió como «el mejor pintor nacido en Gran Bretaña del siglo XVII».  Ciertamente fue uno de los pocos que pintó la aristocracia de élite de su época y fue responsable de algunos de los retratos reales más magníficos que sobrevivieron. Este logro es particularmente significativo en una época en la que incluso los mecenas británicos habían tendido a favorecer a artistas extranjeros como Holbein y Van Dyck, y seguirían favoreciendo a inmigrantes como Lely y Kneller. De hecho se reconoce que parte de la razón del éxito de Wright es su formación inusualmente cosmopolita: ningún artista británico anterior estuvo tan expuesto a la influencia europea. Durante su estadía en Italia y su participación en la Academia de San Lucas, Wright no solo había recopilado obras atribuidas a gigantes continentales como Miguel Ángel, Rafael y Tiziano, sino que también había sido influenciado por, e incluso copiado, gran parte de sus tonos y estilos.
|  |  |

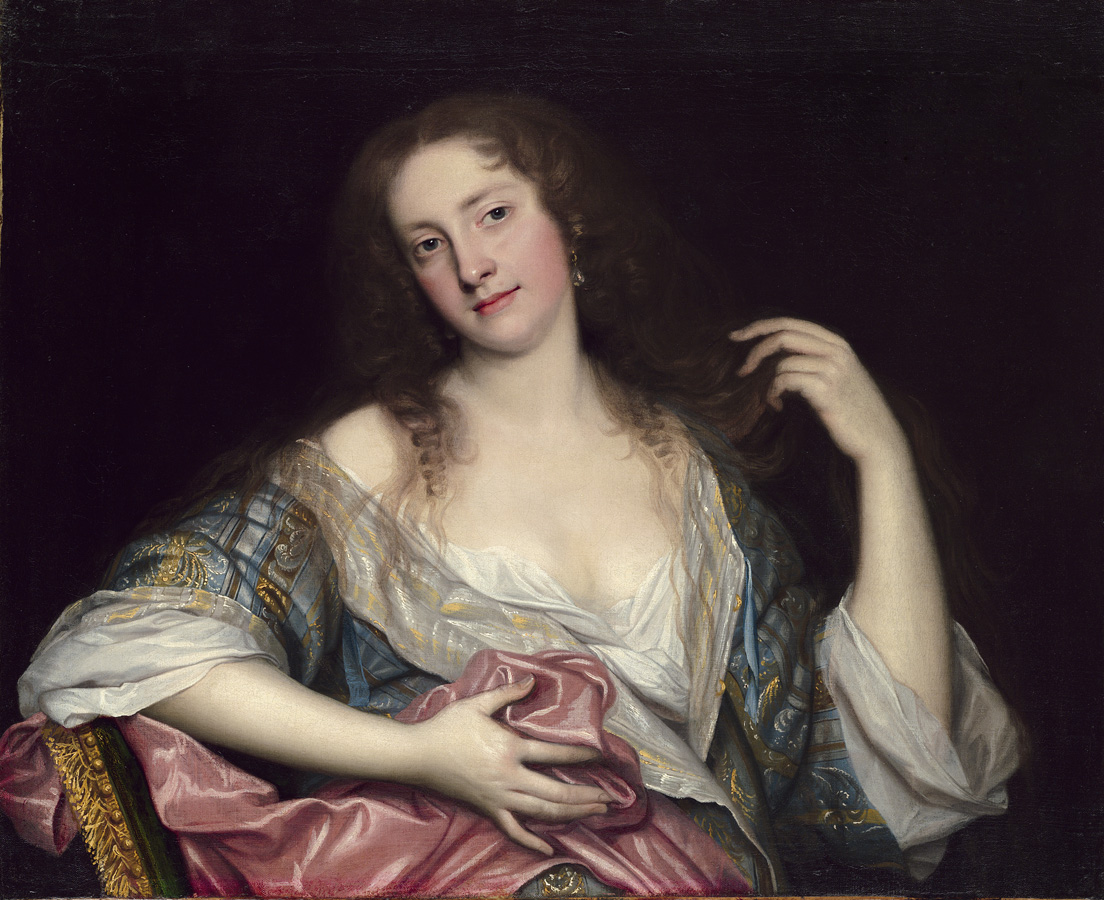
Retrato de una dama, que se cree que es Ann Davis, Lady Lee (fecha desconocida), colección privada

En su campo y en su día, Wright fue ciertamente eclipsado por su rival, el más prolífico Lely, con quien a menudo se lo compara. Un crítico, Millar, observa que cualquier comparación realizada «expondría despiadadamente las debilidades y gestos de Wright» pero que positivamente «también demostraría su notable independencia, su infalible integridad y encanto, cuyas fuentes deben estar en parte en sus orígenes inusuales, fragmentados carrera y personalidad atractiva».  Millar sugiere que se puede hacer una comparación particularmente útil entre las respectivas representaciones de Lely y Wright de la duquesa de Clevland (Barbara Villiers) (arriba). Mientras que Lely la retrató como una «prostituta en toda regla y palpablemente deseable», Wright, más seriamente consciente, que no simpatizaba realmente con la moralidad de la nueva corte y sus cortesanas, se convirtió en una figura más parecida a una marioneta.
Sin embargo, incluso si Lely fue considerado el más magistral y de moda de los dos en la Gran Bretaña del siglo XVII, generalmente se acepta que Wright retrata las semejanzas más vivas y realistas de sus sujetos, un hecho que refuerza la observación de Pepys de que el trabajo de Lely fue «bueno pero no me gusta». Tampoco debe confundirse el realismo de Wright con una mojigatería, tal como se puede ver, por ejemplo, en su retrato de la dama, que se cree que es Ann Davis (derecha). La imagen, con la ropa de la modelo sin hacer y su modestia apenas preservada por una cortina roja, ha sido descrita como exhibiendo una realidad fresca, incluso arriesgada: erótica para los estándares contemporáneos. Mientras que los contemporáneos de Wright podrían haber usado el «disfraz» de presentar a la modelo con el disfraz de una diosa clásica para protegerse contra las acusaciones de lujuria, el retrato de Wright más bien depende de su realismo, especialmente en sus tonos de piel y profundidad.